# Tualang Lama
Tualang Lama is een bestuurslaag in het regentschap Aceh Tenggara van de provincie Atjeh, Indonesië. Tualang Lama telt 519 inwoners (volkstelling 2010).